# Life Is Strange: True Colors
Life Is Strange: True Colors – epizodyczna komputerowa gra przygodowa wyprodukowana przez amerykańskie studio Deck Nine i wydana przez Square Enix. Została wydana 9 września 2021 na platformy m.in. Microsoft Windows, Xbox One, Xbox Series X/S, PlayStation 4 oraz PlayStation 5. 7 grudnia 2021 została również wydana na Nintendo Switch. Fabuła gry opiera się na Alex, głównej bohaterce gry, która wprowadziła się do fikcyjnego miasta Haven. Postać posiada moc odczytywania emocji i myśli innych osób. Gra posiada 5 odcinków razem z DLC o nazwie „Wavelengths”.

## Fabuła
Gra skupia się na głównej postaci Alex Chen. W ciągu następnych lat Alex porusząła się pomiędzy różnymi rodzinami zastępczymi. Po 8 latach spotyka się ze swoim bratem o imieniu Gabe Chen, rozpoczynając nowe życie w miasteczku Haven. Jej nowy start życiowy zakłóca nagła śmierć brata.

## Odbiór
Gra została oceniona pozytywnie. Według agregatora Metacritic średnia ocen z 77 recenzji gry wyniosła 81%, co było tożsame z powszechnym pozytywnym odbiorem. Reputację True Colors oraz studia Deck Nine nadszarpnęła jednak nagłośniona w kwietniu 2024 roku przez IGN afera, związana z postacią reżysera gry, Zaka Garrissa. Według IGN Garriss miał – wbrew progresywnemu przesłaniu gry – znęcać się nad pracownikami, wyrzucać ich ze studia bez konkretnego powodu, dopuszczać się seksistowskich i transfobicznych uwag względem osób LGBT wewnątrz Deck Nine, wszystko zaś za przyzwoleniem wydawcy True Colors, Square Enix.